# Julián Marías
Pour les articles homonymes, voir Aguilera.
 (juin 2022).
Si vous disposez d'ouvrages ou d'articles de référence ou si vous connaissez des sites web de qualité traitant du thème abordé ici, merci de compléter l'article en donnant les références utiles à sa vérifiabilité et en les liant à la section « Notes et références ».
Julián Marías Aguilera (Valladolid, 17 juin 1914 - Madrid, 15 décembre 2005) est un docteur en philosophie, sociologue et essayiste espagnol. Il fut en outre, un polémiste préoccupé par les questions contemporaines, qu'il a jugées à travers son interprétation chrétienne de la vie.

Il avait épousé le professeur et écrivain, Dolores Franco Manera (1912-1977), en 1941. Ils eurent 5 enfants : Julian (1945-1949), Miguel (1947) docteur en économie, Fernando (1949) spécialiste en histoire de l'art, Javier (1951) écrivain et Álvaro (1953) musicien.
Voyageur, cinéphile et lecteur infatigable, il a ainsi su inculquer à ses fils la passion du savoir.
L'auteur et le philosophe Fernando Savater a souligné que Julian Marías a été « un pionnier pour montrer au grand public le chemin de la philosophie.»

## Biographie
Ses parents s’installent à Madrid en 1919. Il commence ses études universitaires en philosophie et lettres à la Complutense de Madrid en 1931. Xavier Zubiri (1898-1983) et José Ortega y Gasset sont ses professeurs. Il gagne l'amitié du second et devient son disciple. Il fait aussi la connaissance d’une étudiante qui deviendra plus tard son épouse. Il publie ses premiers travaux en 1934. Il est diplômé en 1936, l'année où éclate la guerre civile. Pendant le conflit, il milite auprès des républicains et écrit régulièrement des articles de propagande dans plusieurs quotidiens. Marías est dénoncé sous une fausse accusation par son meilleur ami. Emprisonné durant trois mois, il est libéré en août 1939. Il rencontre alors des difficultés pour publier ses articles. Il  se marie et retourne à ses études de philosophies. Soutenu par sa femme, il s’attelle à l’écriture d’un livre décrivant les différents courants philosophiques qui se sont succédé depuis la Grèce antique jusqu’au monde contemporain. L’histoire de la philosophie, préfacé par Xavier Zubiri, est publiée en 1941. Il a 26 ans. En 1942, sa thèse doctorale est suspendue, lors de la présentation, par le directeur de l'université pour divergences idéologiques. En 1948, il crée avec Ortega y Gasset l’Institut d'humanités de Madrid. En 1949 il est autorisé à présenter de nouveau sa thèse ; ce qui lui permet d’obtenir enfin son doctorat de philosophie. Cependant le régime franquiste lui interdit d’enseigner dans les universités espagnoles.
Au début des années cinquante, il est invité par les universités américaines. Il décide donc d'enseigner à l'étranger. Il donne des cours et des conférences à l'UCLA, Harvard, Wellesley, Yale et Puerto Rico.
En octobre 1964, il devient membre de l'Académie royale espagnole. Le 15 juin 1977 il est nommé sénateur jusqu’en 1979, par le roi Juan Carlos. En 1980, l'université nationale d'enseignement, lui accorde la chaire de philosophie espagnole de José Ortega y Gasset. En décembre 1982 il est le premier intellectuel de langue castillane nommé membre du Conseil international pontifical pour la culture.
Le philosophe a publié plus de 50 livres, traduits en plusieurs langues. Julián Marías n'a pas cessé d'écrire jusqu'à sa mort à 91 ans. Lui qui, entre autres, avait montré un intérêt particulier pour le roman de Miguel de Cervantes : Don Quichotte.
En hommage à l'un des citoyens madrilène les plus illustres, le prix Julian Marías a été instauré.